# Lista de guerras
Esta é uma lista de guerras cronologicamente. Como guerra entende-se um conflito armado entre dois ou mais países, ou entidades independentes.

## Antiguidade
| Nome                                 | Anos                                 | País                                                                            | País                                                       | Vitória                                    |
| ------------------------------------ | ------------------------------------ | ------------------------------------------------------------------------------- | ---------------------------------------------------------- | ------------------------------------------ |
| Conquista da Suméria                 | século MMXX a.C.                     | Império Acádio                                                                  | Suméria                                                    | Império Acádio                             |
| Guerra de Troia                      | Algum momento entre 1 300−1 200 a.C. | Civilização Micênica                                                            | Troia                                                      | Civilização Micênica                       |
| Guerras Médicas                      | 499−479 a.C.                         | Pólis gregas                                                                    | Império Aquemênida                                         | Pólis Gregas                               |
| Primeira Guerra Latina               | 498−493 a.C.                         | República Romana                                                                | Latinos                                                    | República Romana                           |
| Guerra do Peloponeso                 | 431−404 a.C.                         | Império Ateniense                                                               | Esparta                                                    | Liga dos Peloponesos                       |
| Guerra de Corinto                    | 395−387 a.C.                         | Esparta Liga do Peloponeso                                                      | Atenas Argos (Grécia) Corinto Tebas (Grécia) e outros      | Inconclusivo,Paz de Antálcidas.            |
| Guerras Samnitas                     | 343−290 a.C.                         | República Romana                                                                | Samnitas                                                   | República Romana                           |
| Segunda Guerra Latina                | 340−338 a.C.                         | República Romana                                                                | Latinos                                                    | República Romana                           |
| Campanhas de Alexandre, o Grande     | 334−323 a.C.                         | Macedônia Antiga                                                                | Poleis gregas Império Aquemênida Reinos indianos           | Macedônia Antiga                           |
| Guerras pírricas                     | 280−275 a.C.                         | República Romana                                                                | Reino do Epiro                                             | República Romana                           |
| Primeira Guerra Púnica               | 264−241 a.C.                         | República Romana                                                                | Império Cartaginês                                         | República Romana                           |
| Guerra de Kalinga                    | 262−261 a.C.                         | Império Máuria                                                                  | Kalinga                                                    | Império Máuria                             |
| Primeira Guerra Ilírica              | 229−228 a.C.                         | República Romana                                                                | Ilírios                                                    | Estabelecimento de um Protetorado romano.  |
| Segunda Guerra Ilírica               | 220−219 a.C.                         | República Romana                                                                | Ilírios                                                    | República Romana                           |
| Segunda Guerra Púnica                | 218−202 a.C.                         | República Romana                                                                | Império Cartaginês                                         | República Romana                           |
| Primeira Guerra Macedônica           | 214−205 a.C.                         | República Romana                                                                | Macedônia Antiga                                           | Empate                                     |
| Segunda Guerra Macedônica            | 192−188 a.C.                         | República Romana Macedônia Antiga Rodes Reino de Pérgamo Liga Aqueia            | Império Selêucida Atamânios Liga Etólia Reino da Capadócia | Vitória Romana                             |
| Guerra Romano-Síria                  | 200−197 a.C.                         | República Romana                                                                | Macedônia Antiga                                           | Coalização Anti-Síria, Tratado de Apameia. |
| Terceira Guerra Macedônica           | 171−168 a.C.                         | República Romana                                                                | Macedônia Antiga                                           | República Romana                           |
| Guerra lusitana                      | 171−168 a.C.                         | República Romana                                                                | Lusitanos                                                  | República Romana                           |
| Terceira Guerra Púnica               | 149−146 a.C.                         | República Romana                                                                | Cartago                                                    | República Romana                           |
| Primeira Guerra Servil               | 135−132 a.C.                         | República Romana                                                                | Rebeldes siciliotas                                        | República Romana                           |
| Guerra de Jugurta                    | 112−106 a.C.                         | República Romana                                                                | Numídia                                                    | República Romana                           |
| Segunda Guerra Servil                | 104−103 a.C.                         | República Romana                                                                | Rebeldes siciliotas                                        | República Romana                           |
| Guerra Social                        | 91−88 a.C.                           | República Romana                                                                | Cidades italianas                                          | República Romana                           |
| Primeira Guerra Mitridática          | 89−85 a.C.                           | República Romana Reino da Bitínia                                               | Reino do Ponto Reino da Armênia                            |                                            |
| Segunda Guerra Mitridática           | 83−81 a.C.                           | República Romana                                                                | Reino do Ponto                                             | Indefinido                                 |
| Guerra Sertoriana                    | 80−72 a.C.                           | Optimates                                                                       | Populares                                                  | Optimate                                   |
| Terceira Guerra Mitridática          | 75−65 a.C.                           | República Romana                                                                | Reino do Ponto                                             | República Romana                           |
| Terceira Guerra Servil               | 73−71 a.C.                           | República Romana                                                                | Gladiadores                                                |                                            |
| Guerras Gálicas                      | 58−51 a.C.                           | República Romana                                                                | Gauleses                                                   |                                            |
| Invasões da Britânia por Júlio César | 55−54 a.C.                           | República Romana                                                                | Britanos                                                   |                                            |
| Guerra Civil Cesariana               | 49−45 a.C.                           | Optimates                                                                       | Populares                                                  | Cesariana                                  |
| Guerra Civil dos Liberatores         | 49−45 a.C.                           | Segundo triunvirato                                                             | Liberatores                                                | Segundo Triunfiato                         |
| Revolta siciliana                    | 44−36 a.C.                           | República Romana                                                                | Sexto Pompeu                                               | República Romana                           |
| Guerra de Perúsia                    | 44−36 a.C.                           | República Romana                                                                | Fúlvia Lúcio Antônio                                       |                                            |
| Guerra parta de Antônio              | 40−33 a.C.                           | República Romana                                                                | Império Parta Atropatene                                   |                                            |
| Guerra Civil de Antônio              | 32−30 a.C.                           | Otaviano                                                                        | Marco Antônio                                              | Otaviano                                   |
| Guerras Cantábricas                  | 29−19 a.C.                           | República Romana Império Romano                                                 | Cântabros ástures                                          | Império Romano                             |
| Conquista romana da Britânia         | 43-96 d.C.                           | Império Romano                                                                  | Britanos                                                   | Império Romano                             |
| Guerra romano-parta de 58-63         | 58-63 d.C.                           | Império Romano Reino do Ponto Reino de Comagena Reino de Sofena Reino da Ibéria | Reino da Armênia                                           | Império Romano                             |

## Idade MédiaeRenascimento Europeu
| Nome                                                         | País | País |
| ------------------------------------------------------------ | --- | --- |
| Invasão muçulmana da península Ibérica (711 - 718)           | Califado Omíada | Reino Visigótico |
| Reconquista (718 - 1492)                                     | Séc. 8 a 10: Reino das Astúrias Condado de Barcelona Condado Portucalense (a partir de 868) Séc. 10 a 13 Condado Portucalense (até 1139) Reino de Portugal (1139-1249) (1249-1415) Reino de Navarra Reino de Castela Reino de Leão Reino de Aragão Séc. 13 a 15 Coroa de Castela Coroa de Aragão | Séc. 8 a 10: Califado Omíada Emirado de Córdova Califado de Córdova Banu Cassi Séc. 10 a 13: Império Almorávida Califado Almóada Taifa de Granada Taifa de Sevilha Taifa de Toledo Taifa de Saragoça Taifa de Badajoz Séc. 13 a 15: Reino de Granada (1145-1492) Império Merínida (1244-1415) |
| Rebelião de An Lushuan (755 - 763)                           | Dinastia Tang Grão-Canato Uigur apoiado por: Califado Abássida | Dinastia Yan |
| Conquista normanda (1066)                                    | Normandos | Reino da Inglaterra |
| Primeira Cruzada (1096 - 1099)                               | Sacro Império Romano-Germânico Reino da França Reino Armênio da Cilícia Ducado da Apúlia e Calábria Reino da Inglaterra Império Bizantino | Império Seljúcida |
| Segunda Cruzada (1147 - 1149)                                | Estados Pontifícios | Levante |
| Terceira Cruzada (1187 - 1191)                               | Estados Pontifícios França Sacro Império Romano Germânico Inglaterra | Jerusalém muçulmana |
| Quarta Cruzada (1202 - 1204)                                 | Veneza | Império Latino Reino da Croácia |
| Quinta Cruzada (1217 - 1221)                                 | Estados Pontifícios | França |
| Sexta Cruzada (1228)                                         | Estados Pontifícios | Sacro Império Romano Germânico |
| Sétima Cruzada (1248 - 1254)                                 | Estados Pontifícios | Jerusalém turco-muçulmana Terra Santa |
| Oitava Cruzada (1270)                                        | França | Egito Oriente Médio |
| Nona cruzada (1271 - 1291)                                   | Estados Pontifícios Inglaterra | Egito |
| Invasão Mongol da Bulgária do Volga (1236 - 1236)            | Império Mongol | Bulgária do Volga |
| Invasão Mongol da Rússia (1223 - 1240)                       | Império Mongol | Rússia de Quieve |
| Invasão mongol da Europa (1241)                              | Império Mongol | Rússia de Quieve Segundo Império Búlgaro Lituânia Polônia Reino da Hungria Romênia Transilvânia |
| A Anarquia (guerra civil inglesa) (1139 - 1153)              | Inglaterra | Anarquia Inglesa |
| Guerra da Barba (1152 - 1153)                                | Inglaterra | França |
| Guerra da Independência Escocesa (1296 - 1328) (1332 - 1333) | Escócia | Inglaterra |
| Guerra dos Cem Anos (1337 - 1453)                            | França Castela Escócia Génova Majorca Aragão Navarra Boémia Flandres Hainaut Aquitânia Luxemburgo | Inglaterra Borgonha Bretanha Portugal |
| Conquistas de Tamerlão (1380 - 1402)                         | Império Timúrida | Canato da Horda Dourada Império Otomano Sultanato Jalaírida Sultanato de Déli |
| Guerra entre Toquetamis e Tamerlão (1385 - 1399)             | Império Timúrida | Canato da Horda Dourada |
| Guerras Hussitas (1420 - 1436)                               | Conflitos internos da Boémia | Conflitos internos da Boémia |
| Guerra dos Treze Anos (1454 - 1466)                          | Transilvânia Valáquia Moldávia (com a ajuda de Sacro Império Romano-Germânico Ferrara Toscana Mântua Estados Pontifícios | Império Otomano |
| Guerra das Rosas (1455 - 1485)                               | Casa de Lencastre | Casa de Iorque |

## Século XVIaséculo XIX
| Guerra                                                           | País | País |
| ---------------------------------------------------------------- | --- | --- |
| Guerra dos Oitenta Anos (independência da Holanda) (1568 - 1648) | República Neerlandesa | Reino da Espanha |
| Guerra Luso-Neerlandesa (1588 - 1654)                            | República Neerlandesa Reino da Inglaterra | Império português (sob Coroa Espanhola) Império Espanhol Brasil Colonial                                                                                   |
| Guerra Imjin (1592 - 1598)                                       | Dinastia Joseon Dinastia Ming | Regime Toyotomi |
| Guerra dos Trinta Anos (1618 - 1648)                             | Reino da Suécia Boêmia Dinamarca-Noruega Rep. Neerlandesa França Escócia Inglaterra Saxônia Eleitorado do Palatinato Transilvânia Rebeldes magiares anti-habsburgos                            | Sacro Império Romano-Germânico Liga Católica Arqueducado da Áustria Baviera Hungria Reino da Croácia Espanha                                               |
| Conquista Qing da dinastia Ming (1618 - 1683)                    | Dinastia Qing Clan Aisin Gioro Manchus Dinastia Joseon (após 1636) | Dinastia Ming Aliados com: Dinastia Joseon Dinastia Yuan do Norte (até 1635) apoiado por: Xogunato Tokugawa Portugal                                       |
| Guerra Civil Inglesa (Oliver Cromwell) (1639 - 1652)             | O Parlamento Inglês, liderado por liderado por Oliver Cromwell | partidários de Carlos I da Inglaterra |
| Fronda em França (1648 - 1653)                                   | Estado francês | Sociedade francesa |
| Revolta de Chmielnicki (1648 - 1654)                             | Cossacos | Comunidade Polaco-Lituana |
| Guerra Russo-Polaca (1654 - 1656)                                | Czarado da Rússia | Polônia |
| Guerra Sueco-Brandenburg (1655 - 1656)                           | Suécia | Brandemburgo |
| Guerra Sueco-Polaca (1655 - 1660)                                | Suécia | Polônia |
| Guerra Russo-Sueca (1656 - 1658)                                 | Czarado da Rússia | Suécia |
| Guerra Sueco-Dinamarquesa (1656 - 1660)                          | Suécia | Dinamarca-Noruega |
| Guerra Sueco-Holandesa (1657 - 1660)                             | Suécia | República Neerlandesa |
| Guerra Russo-Polaca (1658 - 1667)                                | Czarado da Rússia | Polônia |
| Guerras Mogol-Marata (1680 - 1707)                               | Império Marata | Império Mogol |
| Guerra da Sucessão Espanhola (1701 - 1714)                       | Sacro Império Grã-Bretanha República Unida dos Países Baixos Portugal Ducado de Saboia Reino da Dinamarca e Noruega                                                                            | França Espanha Baviera |
| Guerra de Sucessão da Polônia (1733 - 1738)                      | Polônia França Espanha Ducado de Saboia | Polônia Rússia |
| Guerra Luso-Espanhola (1735 - 1737)                              | Império Português Brasil Colonial | Império Espanhol |
| Guerra de Sucessão Austríaca (1740 - 1748)                       | França Prússia Espanha Baviera Saxônia Nápoles e Sicília Gênova Suécia | Sacro Império Romano Germânico Áustria Grã-Bretanha Hanôver República Unida dos Países Baixos Saxônia Sardenha Império Russo                               |
| Guerras Guaraníticas (1754 - 1777)                               | Índios Guarani | Portugal Espanha Brasil Colonial |
| Guerra dos Sete Anos (1756 - 1763)                               | Reino da Prússia Reino da Grã-Bretanha Hanôver Reino de Portugal Braunschweig Hesse-Kassel | Sacro Império/Império Austríaco Reino da França Império Russo Reino da Suécia Reino da Espanha Saxônia Reino das Duas Sicílias Reino da Sardenha           |
| Guerra da Independência dos Estados Unidos (1775 - 1783)         | Treze Colônias França Espanha Voluntários de Quebec Voluntários da Prússia Tribo Oneida Voluntários da República das Duas Nações                                                               | Grã-Bretanha Leais à Grã-Bretanha Mercenários de Hesse Iroqueses Ducado de Brunsvique-Luneburgo                                                            |
| Guerras Napoleónicas (1803 - 1815)                               | Império Austríaco Portugal Prússia Império Russo Duas Sicílias Espanha Suécia Reino Unido | França Holanda Itália Nápoles Ducado de Varsóvia Baviera Saxônia Dinamarca-Noruega                                                                         |
| Guerra Peninsular (1807 - 1814)                                  | Espanha Reino Unido da Grã-Bretanha e Irlanda Portugal | França |
| Invasão da Guiana Francesa (1809)                                | Império Português · Brasil Colonial · Reino Unido | Império Francês |
| Guerra da Independência da Bolívia (1809 - 1825)                 | Bolívia | Reino da Espanha |
| Guerra da Independência da Argentina (1810 - 1816)               | Províncias Unidas do Rio da Prata | Reino da Espanha |
| Guerra da Independência do México (1810 - 1821)                  | México | Reino da Espanha |
| Primeira campanha cisplatina (1811 - 1812)                       | Império Português Brasil Colonial Rio da Prata | Províncias Unidas |
| Guerra contra Artigas (1816 - 1820)                              | Império Português Brasil Colonial | Banda Oriental · Entre Ríos · Misiones |
| Guerra da Independência do Chile (1817 - 1818)                   | Chile | Reino da Espanha |
| Guerra da Independência do Brasil (1822 - 1823)                  | Império do Brasil | Reino Unido de Portugal, Brasil e Algarves |
| Guerra da Cisplatina (1825 - 1828)                               | Províncias Unidas do Rio da Prata | Império Brasileiro |
| Guerras Liberais de Portugal (1828 - 1834)                       | Pedristas | Miguelistas |
| Guerra dos Farrapos (1835 - 1845)                                | Império Brasileiro | República Rio-Grandense República Juliana apoiado por: São Paulo                                                                                           |
| Primeira Guerra do Ópio (1839 - 1842)                            | Reino Unido da Grã-Bretanha e da Irlanda do Norte | Império Qing |
| Primeira Guerra de Independência Italiana (1848 - 1849)          | Império Austríaco | Reino de Sardenha Grão-ducado da Toscana Aliados com: Estados Pontifícios Reino das Duas Sicílias                                                          |
| Rebelião Taiping (1850 - 1864)                                   | Império Qing Aliados com: Reino Unido França | Reino Celestial Taiping |
| Segunda Guerra do Ópio (1856 - 1860)                             | Reino Unido da Grã-Bretanha e da Irlanda do Norte França Estados Unidos | Império Qing |
| Segunda Guerra de Independência Italiana (1859)                  | França Reino de Sardenha | Império Austríaco |
| Terceira Guerra de Independência Italiana (1866)                 | Áustria Saxônia Baviera Baden Württemberg Hanover Hesse -Kassel Reuss Saxe-Meiningen Schaumburg Frankfurt Nassau                                                                               | Prussia Itália Mecklemburgo Oldenburg Anhalt Brunsvique Saxe-Altemburgo Saxe-Coburg, Gotha Saxe-Lauenburg Lippe Schwarzburg Waldeck Bremen Hamburgo Lübeck |
| Guerra contra Oribe e Rosas (1851 - 1852)                        | Império Brasileiro Uruguai Entre Rios Corrientes | Argentina |
| Guerra da Crimeia (1853 - 1856)                                  | Segundo Império Francês Império Otomano Reino Unido da Grã-Bretanha e Irlanda Reino de Sardenha                                                                                                | Império Russo Voluntários Búlgaros |
| Guerra Civil Americana ou Guerra de Secessão (1861 - 1865)       | Estados Unidos ("União") | Estados Confederados da América ("Confederação") |
| Guerra contra Aguirre (1864)                                     | Império Brasileiro | Uruguai |
| Guerra do Paraguai ou Guerra da Tríplice Aliança (1864 - 1870)   | Tratado da Tríplice Aliança: Império Brasileiro Uruguai Argentina | Paraguai |
| Guerra Boshin (1868 - 1869)                                      | Xogunato Tokugawa | Restaruação do Imperador Meiji no Império do Japão |
| Guerra franco-prussiana (1870 - 1871)                            | Segundo Império Francês | Confederação da Alemanha do Norte Baden Baviera Württemberg                                                                                                |
| Guerra Anglo-Zulu (1879)                                         | Império Britânico | Reino dos Zulus |
| Guerra do Pacífico (1879 - 1881)                                 | Chile | Bolívia Peru |
| Primeira Guerra dos Bôeres (1880 - 1881)                         | Reino Unido da Grã-Bretanha e Irlanda | República Sul-Africana |
| Revolta da Armada (1893 - 1894)                                  | Brasil | Marinha do Brasil |
| Guerra de Canudos (1893 - 1897)                                  | Tropas federais | Conselheristas |
| Primeira Guerra Sino-Japonesa (1894 - 1895)                      | Império do Japão | Dinastia Qing (China) |
| Guerra Hispano-Americana (1898)                                  | Estados Unidos Cuba Primeira República Filipina Katipunan | Reino da Espanha |
| Segunda Guerra dos Bôeres (1899 - 1902)                          | Reino Unido da Grã-Bretanha e Irlanda: Austrália Canadá Índia Nova Zelândia | Estado Livre de Orange República Sul-Africana |
| Guerra dos Boxers (1900 - 1901)                                  | Aliança das Oito Nações: Império do Japão Império Russo Reino Unido da Grã-Bretanha e Irlanda Terceira República Francesa Estados Unidos Império Alemão Reino da Itália Império Austro-Húngaro | Dinastia Qing (China) |

## Século XX
| Guerra                                                                        | País | País | País |
| ----------------------------------------------------------------------------- | --- | --- | --- |
| Guerra do Acre (1902 - 1903)                                                  | Brasil · Acre | Brasil · Acre | Bolívia · Apoiado por: Estados Unidos |
| Guerra Russo-Japonesa (1904 - 1905)                                           | Império Japonês | Império Japonês | Império Russo Principado de Montenegro |
| Primeira Guerra dos Balcãs (1912 - 1913)                                      | Liga Balcânica: Reino da Bulgária Reino da Grécia Reino da Sérvia Reino do Montenegro | Liga Balcânica: Reino da Bulgária Reino da Grécia Reino da Sérvia Reino do Montenegro | Império Turco-Otomano |
| Guerra do Contestado (1912 - 1916)                                            | Governo do Brasil | Governo do Brasil | Rebeldes |
| Primeira Guerra Mundial (1914 - 1918)                                         | Aliados: · Sérvia · Império Russo (até 1917) · França · Império Britânico · Portugal · Itália (a partir de 1915) · Estados Unidos (a partir de 1917) · Japão · e outros | Aliados: · Sérvia · Império Russo (até 1917) · França · Império Britânico · Portugal · Itália (a partir de 1915) · Estados Unidos (a partir de 1917) · Japão · e outros | Impérios Centrais: · Alemanha · Império Austríaco + Reino da Hungria (na forma do Império Austro-Húngaro) · Bulgária · Império Turco-Otomano |
| Guerra Civil Russa (1917 - 1923)                                              | RSFSRússia Exército Vermelho RSSUcrânica | RSFSRússia Exército Vermelho RSSUcrânica | Exército Branco · Impérios Centrais (1917–1918): · Império Austro-Húngaro · Império Turco-Otomano · Alemanha · Intervenção Aliada: · Império Japonês · Checoslováquia · Grécia · Estados Unidos · Canadá · Sérvia · Reino da Romênia · Reino Unido · França · Reino da Itália · Estónia · Letônia · Lituânia · Polônia |
| Tenentismo (1922 - 1927)                                                      | Brasil | Brasil | Movimento Tenentista |
| Revolução Constitucionalista (1932)                                           | Brasil | Brasil | São Paulo · Estado de Maracaju · Frente Única Gaúcha |
| Guerra do Chaco (1932 - 1935)                                                 | Paraguai | Paraguai | Bolívia |
| Guerra Civil Espanhola (1936 - 1939)                                          | Espanha Nacionalista · Itália · Alemanha Nazista · Portugal | Espanha Nacionalista · Itália · Alemanha Nazista · Portugal | Segunda República Espanhola · União das Repúblicas Socialistas Soviéticas · Brigadas Internacionais · México |
| Segunda Guerra Mundial (1939 - 1945)                                          | Aliados: · União das Repúblicas Socialistas Soviéticas · Estados Unidos · Reino Unido · França Livre · Canadá · Kuomintang · Partido Comunista da China · e outros | Aliados: · União das Repúblicas Socialistas Soviéticas · Estados Unidos · Reino Unido · França Livre · Canadá · Kuomintang · Partido Comunista da China · e outros | Eixo: Alemanha Itália Japão e outros |
| Guerra da Continuação (1941 - 1944)                                           | União Soviética | União Soviética | Finlândia · Alemanha Nazista |
| Guerra da Lapônia (1944 - 1945)                                               | Finlândia · União Soviética | Finlândia · União Soviética | Alemanha Nazista |
| Guerra de 41 (1941)                                                           | Equador | Equador | Peru |
| Primeira Guerra da Indochina (1946 - 1954)                                    | Indochina Francesa Viet Minh | Indochina Francesa Viet Minh | União da França: · França · Estado do Vietnã · Camboja · Reino de Laos · Estados Unidos |
| Guerra Indo-Paquistanesa de 1947 (1947 - 1948)                                | Índia | Índia | Paquistão |
| Guerra da Coreia (1950 - 1953)                                                | Nações Unidas: · República da Coreia · Austrália · Bélgica · Canadá · Colômbia · Império Etíope · França · Grécia · Luxemburgo · Índias Orientais Holandesas · Nova Zelândia · Filipinas · África do Sul · Tailândia · Turquia Reino Unido · Estados Unidos Suporte Naval e Militar (Servições/Reparos): Japão Equipe Médica: Dinamarca · Itália · Noruega · Índia · Suécia | Nações Unidas: · República da Coreia · Austrália · Bélgica · Canadá · Colômbia · Império Etíope · França · Grécia · Luxemburgo · Índias Orientais Holandesas · Nova Zelândia · Filipinas · África do Sul · Tailândia · Turquia Reino Unido · Estados Unidos Suporte Naval e Militar (Servições/Reparos): Japão Equipe Médica: Dinamarca · Itália · Noruega · Índia · Suécia | Forças Comunistas: · Coreia do Norte · China · União Soviética |
| Guerra Civil do Laos (1953 - 1975)                                            | Pathet Lao · Vietnã do Norte · China · União Soviética | Pathet Lao · Vietnã do Norte · China · União Soviética | Reino do Laos · Vietnã do Sul · Tailândia · Estados Unidos · Taiwan |
| Guerra da Argélia (1954 - 1962)                                               | FLN | FLN | França |
| Guerra do Vietnã (1955 - 1975)                                                | Vietnã do Sul · Estados Unidos · Coreia do Sul · Austrália · Nova Zelândia | Vietnã do Sul · Estados Unidos · Coreia do Sul · Austrália · Nova Zelândia | Vietnã do Norte · Vietcong · China · Coreia do Norte |
| Guerra do Suez (1956)                                                         | Israel Apoiadores: Reino Unido · França | Israel Apoiadores: Reino Unido · França | Egito · Apoiadores: União Soviética |
| Invasão da Baía dos Porcos (1961 - 1961)                                      | Cuba | Cuba | Estados Unidos |
| Guerra da Lagosta (1961 - 1963)                                               | Brasil | Brasil | França |
| Guerra Colonial Portuguesa (1961 - 1975)                                      | Angola (1961-1974): · MPLA · UNITA · FNLA · Guiné-Bissau: · PAIGC · Moçambique: · FRELIMO | Angola (1961-1974): · MPLA · UNITA · FNLA · Guiné-Bissau: · PAIGC · Moçambique: · FRELIMO | Portugal |
| Guerra de Independência de Angola (1961 - 1975)                               | MPLA UNITA FNLA | MPLA UNITA FNLA | Portugal · África do Sul |
| Guerra de Independência da Eritreia (1961 - 1991)                             | Eritreia | Eritreia | Etiópia |
| Guerra de Independência da Guiné-Bissau (1963 - 1974)                         | PAIGC | PAIGC | Portugal |
| Guerra da Independência de Moçambique (1964 - 1975)                           | FRELIMO | FRELIMO | Portugal |
| Guerra Civil na Colômbia (1964 - presente)                                    | Paramilitares da Colômbia: Aliança Americana Anticomunista Autodefesas Unidas da Colômbia CONVIVIR Águas Negras Governo da Colômbia: Armada de Colômbia Armada Nacional Colombiana Força Aérea Colombiana Polícia Nacional da Colômbia CONVIVIR | Paramilitares da Colômbia: Aliança Americana Anticomunista Autodefesas Unidas da Colômbia CONVIVIR Águas Negras Governo da Colômbia: Armada de Colômbia Armada Nacional Colombiana Força Aérea Colombiana Polícia Nacional da Colômbia CONVIVIR | Guerrilhas Colombianas: Movimento 19 de Abril Forças Armadas Revolucionárias da Colômbia FARC ELN Movimento Camponês dos Trabalhadores Estudantil Coordenada Guerrilha de Simón Bolívar |
| Guerra Indo-Paquistanesa de 1965 (1965)                                       | Índia | Índia | Paquistão |
| Segunda Ocupação da República Dominicana (1965 - 1966)                        | Estados Unidos · Brasil · Honduras · Paraguai · Nicarágua | Estados Unidos · Brasil · Honduras · Paraguai · Nicarágua | República Dominicana |
| Guerra da Independência da Namíbia (1966 - 1988)                              | SWAPO | SWAPO | África do Sul |
| Guerra dos Seis Dias (1967)                                                   | Israel | Israel | Egito · Síria · Jordânia · Iraque · Apoiadores: · Kuwait · Arábia Saudita · Argélia · Sudão |
| Guerrilha do Araguaia (1967 - 1974)                                           | Brasil | Brasil | PCdoB |
| Guerra Civil do Camboja (1967 - 1975)                                         | Khmer Rouge · Khmer Rumdo · Khmer Việt Minh · Vietnã do Norte · Viet Cong | Khmer Rouge · Khmer Rumdo · Khmer Việt Minh · Vietnã do Norte · Viet Cong | Reino do Camboja · República Khmer · Estados Unidos · Vietnã do Sul |
| Guerra do Futebol Guerra das 100 horas (1969)                                 | El Salvador | El Salvador | Honduras |
| Guerra Indo-Paquistanesa de 1971 (1971)                                       | Índia | Índia | Paquistão |
| Guerra do Yom Kipur (1973)                                                    | Israel | Israel | Egito · Síria · Iraque |
| Guerra Civil Angolana (1975 - 2002)                                           | Movimento Popular de Libertação de Angola(MPLA) · SWAPO · MK · Cuba · Alemanha Oriental · União Soviética · EO · Tanzânia Moçambique · Portugal · Vietnã · Suécia | Movimento Popular de Libertação de Angola(MPLA) · SWAPO · MK · Cuba · Alemanha Oriental · União Soviética · EO · Tanzânia Moçambique · Portugal · Vietnã · Suécia | União Nacional para Independência Total da Angola UNITA · Frente Nacional de Libertação de Angola (FNLA) · Frente para a Libertação do Enclave de Cabinda (FLEC) · África do Sul · Estados Unidos · China |
| Conflito Hmong (1975 - 2007)                                                  | Vietnã · Laos | Vietnã · Laos | Insurgentes Hmong Estados Unidos |
| Conflito de Cabinda (1975 - presente)                                         | Angola · Cuba | Angola · Cuba | Frente Nacional de Libertação de Angola (FNLA) Frente para a Libertação do Enclave de Cabinda (FLEC) |
| Guerra cambojana-vietnamita (1977 - 1991)                                     | Vietnã · FUNSK | Vietnã · FUNSK | Khmer Rouge · CGDK · Tailândia · Estados Unidos |
| Guerra Sino-vietnamita (1979)                                                 | Vietnã | Vietnã | China |
| Guerra Afegã-Soviética (1979 - 1989)                                          | República Democrática do Afeganistão · União Soviética | República Democrática do Afeganistão · União Soviética | Mujahidin · apoiado por: · Paquistão · Estados Unidos · Arábia Saudita · Reino Unido China |
| Guerra Irã-Iraque (1980 - 1988)                                               | Iraque · Apoiantes: · Estados Unidos · Arábia Saudita | Iraque · Apoiantes: · Estados Unidos · Arábia Saudita | Irão · Apoiantes: · União Soviética · Síria · Líbia |
| Guerra das Malvinas (Falklands) (1982)                                        | Reino Unido · Ilhas Malvinas | Reino Unido · Ilhas Malvinas | Argentina |
| Primeira Guerra do Líbano (1982)                                              | Israel | Israel | Síria |
| Guerra de Nagorno-Karabakh (1988 - 1994)                                      | República de Nagorno-Karabakh | República de Nagorno-Karabakh | República do Azerbaijão |
| Guerra do Golfo (1990 - 1991)                                                 | Estados Unidos · Arábia Saudita · Reino Unido · França · Egito | Estados Unidos · Arábia Saudita · Reino Unido · França · Egito | Iraque |
| Guerra da Bósnia (1992 - 1995)                                                | Bósnia e Herzegovina OTAN | Herzeg-Bósnia Croácia | República Sérvia República Sérvia de Krajina República Socialista Federativa da Iugoslávia República Federal da Jugoslávia Província Autônoma da Bósnia Ocidental |
| Primeira Guerra da Chechênia (1994 - 1996)                                    | Rússia | Rússia | Chechênia Mujahideen Estrangeiros |
| Operação Traíra (1991)                                                        | Brasil · Colombia | Brasil · Colombia | FARC |
| Guerra de Cenepa (1995)                                                       | Equador | Equador | Peru |
| Primeira Guerra do Congo (1996 – 1997)                                        | AFDL Uganda Ruanda Burundi Angola | AFDL Uganda Ruanda Burundi Angola | Zaire · ALiR · UNITA |
| Guerra do Kosovo (1996 - 1999)                                                | Iugoslávia · apoiado por: · Rússia · Grécia | Iugoslávia · apoiado por: · Rússia · Grécia | Exército de Libertação do Kosovo apoiado por: Albânia OTAN |
| Guerra Civil na República do Congo (1997 - 1999)                              | PCT (FDU) Milícia Cobra Hutus ruandeses Angola Chade | PCT (FDU) Milícia Cobra Hutus ruandeses Angola Chade | UPADS MCDDI Milicias Ninja, Cocoye, Nsiloulou y Mamba |
| Guerra Eritreia-Etiópia (1998 - 2000)                                         | Eritreia | Eritreia | Etiópia |
| Segunda Guerra do Congo (1998 - 2003)                                         | República Democrática do Congo, Namíbia, Zimbabwe, Angola, Chade, Mai-Mai, Forças alinhadas com os Hútus | República Democrática do Congo, Namíbia, Zimbabwe, Angola, Chade, Mai-Mai, Forças alinhadas com os Hútus | Uganda, Ruanda, Burundi Forças alinhadas com os Tútsis UNITA |
| Guerra de Kargil (1999)                                                       | Índia | Índia | Paquistão |
| Guerra do Kosovo (1999)                                                       | OTAN | OTAN | Iugoslávia |
| Segunda Guerra da Chechênia (1999 - 2000) - Fase de Insurgência (2000 - 2009) | Rússia | Rússia | República Chechena da Ichkeria (1999 - 2007) Chechênia (2007 - 2009) Mujahideen Estrangeiros |

## Século XXI
| Guerra                                                                        | País | País |
| ----------------------------------------------------------------------------- | --- | --- |
| Guerra do Afeganistão (2001–2014) Guerra do Afeganistão (2001–2021)           | ISAF · OTAN · Afeganistão | Talibã Al-Qaeda |
| Guerra do Iraque (2003 - 2011) - Segunda Guerra Civil Iraquiana (2011 - 2017) | Estados Unidos · Reino Unido · Espanha (até 2004) · Itália · Novo Exército Iraquiano · Curdistão Iraquiano · Polónia · e outros                                                                                            | Iraque Baathista Lealistas do Partido Baath al-Qaeda no Iraque Estado Islâmico do Iraque Exército Mahdi                                                                          |
| Segunda guerra do Líbano (2006)                                               | Israel | Hizbollah Partido Comunista Libanês Amal Frente Popular para a Libertação da Palestina - Comando Geral                                                                           |
| Guerra Russo-Georgiana (2008)                                                 | Rússia · apoiado por: · Ossétia do Sul · Abecásia | Geórgia |
| Operação Chumbo Fundido (2008 - 2009)                                         | Israel · apoiado por: · Estados Unidos | Hamas apoiado por: Jihad Islâmica CRP FPLP Al-Aqsa |
| Operação Odisseia ao Amanhecer (2011)                                         | Conselho Nacional de Transição (CNT) · apoiados por: · Estados Unidos · Canadá · Reino Unido · Itália · França · Dinamarca · Bélgica · Suécia · Catar · Espanha · Noruega · Emirados Árabes Unidos · Países Baixos         | Líbia de Gaddafi |
| Guerra Civil Síria (2011-presente)                                            | Oposição Síria Jihadistas Curdos sírios | Síria |
| Operação Margem Protetora (2014)                                              | Israel | Faixa de Gaza apoiado por: Hamas Jihad Islâmica CRP FPLP FDLP Al-Aqsa |
| Guerra em Donbass (2014-2022)                                                 | Ucrânia Apoio: - OTAN | Nova Rússia - República Popular de Donetsk - República Popular de Lugansk Apoio: - Rússia                                                                                        |
| Guerra Civil Iemenita (2014-presente)                                         | Forças leais a Abd Rabbuh Hadi · Conselho de Cooperação do Golfo: · - Arábia Saudita - Catar - Kuwait - Emirados Árabes Unidos - Bahrein Egito · Jordânia · Marrocos · Sudão · Apoiado por: · - Paquistão - Estados Unidos | Comitê Revolucionário do Iêmen: · - Militantes Houthis - Forças leais a Saleh - Unidades da Guarda Republicana Apoiado por: · - Irã                                              |
| Conflito no sul da Arábia Saudita (2015-presente)                             | Arábia Saudita | Houthis |
| Insurgência na Tunísia (2015-presente)                                        | Tunísia | Estado Islâmico do Iraque e do Levante |
| Rebelião curda na Turquia (1978-presente)                                     | Turquia Apoiado por: - JİTEM - Contra-Guerrilha - Lobos Cinzentos - Brigada Vingança Turca | Grupos Rebeldes Curdos: - PKK - KCK - TAK - PJAK - KDP - PŞK - KKP - PIK - HİK                                                                                                   |
| Confrontos de Nagorno Karabakh em 2016                                        | Azerbaijão | Artsaque Armênia |
| Guerra contra o narcotráfico nas Filipinas                                    | | |
| Confrontos de Kasese em 2016 (2016)                                           | Reino de Rwenzururu | Uganda |
| Confrontos de Kasaï-Central (2016-2019)                                       | Milícia Kamwina Isapu | República Democrática do Congo |
| Crise separatista nos Camarões (2017-presente)                                | Camarões | Ambazônia |
| Guerra no Alto Carabaque (2020)                                               | Azerbaijão | República de Nagorno-Karabakh Arménia |
| Guerra do Tigré (2020-2022)                                                   | Etiópia | Tigré |
| Guerra da Rússia contra a Ucrânia (2022-presente)                             | Ucrânia Apoiado por: - OTAN - União Europeia | Rússia Apoiado por: - Bielorrússia - Irã - Coreia do Norte |
| Guerra Israel-Hamas (2023-presente)                                           | Israel Apoiado por: - Estados Unidos | Hamas · Jihad Islâmica na Palestina · FPLP · Comitês de Resistência Popular · FDLP · Brigadas dos Mártires de Al-Aqsa · Apoiado por: - Hezbollah - Hutis - Irã - Coreia do Norte |

1. ↑  https://www.yna.co.kr/view/AKR20240105062200504